# Tešanjka (Usora)
Pour les articles homonymes, voir Tešanjka.
Tešanjka (en cyrillique : Тешањка) est un village de Bosnie-Herzégovine. Il est situé dans la municipalité d'Usora, dans le canton de Zenica-Doboj et dans la fédération de Bosnie-et-Herzégovine. Selon les premiers résultats du recensement bosnien de 2013, il compte 611 habitants.
Avant 1991, le village était partagé entre les localités de Lepenica, Kraševo et Žabljak ; depuis 1991, il est recensé comme une entité administrative à part entière. Avant la guerre de Bosnie-Herzégovine, il faisait entièrement partie de la municipalité de Tešanj ; après la guerre, son territoire a été partiellement rattaché à la municipalité d'Usora, elle aussi située dans la fédération.

## Géographie
Le village est situé à la confluence de la rivière Tešanjka et de l'Usora, un affluent gauche de la Bosna.

## Démographie

### Évolution historique de la population dans la localité
| 1948 | 1953 | 1961 | 1971 | 1981 | 1991  | 2013 |
| ---- | ---- | ---- | ---- | ---- | ----- | ---- |
| -    | -    | -    | -    | -    | 1 047 | 611  |

|  |

### Communauté locale
En 1991, la communauté locale de Tešanjka comptait 4 448 habitants, répartis de la manière suivante :